# Saprinus lugens
Saprinus lugens är en skalbaggsart som beskrevs av Wilhelm Ferdinand Erichson 1834. Saprinus lugens ingår i släktet Saprinus och familjen stumpbaggar. Inga underarter finns listade i Catalogue of Life.